# Eric LaFleur
Pour les articles homonymes, voir Lafleur.
Eric LaFleur (né le 28 mars 1964 à Ville Platte en Louisiane) est un avocat et homme politique américain démocrate, Il est de 2008 à 2020 membre du Sénat de Louisiane pour le 28e district. Auparavant, il est membre de 2000 à 2008 de la Chambre des représentants de Louisiane pour le 38e district (paroisses Évangeline et Saint-Landry). Il a d'abord été élu sans opposition à un siège laissé vacant par Dirk Deville puis a été réélu quatre ans plus tard en 2003 avec 81% des voix. 

## Biographie
LaFleur est un ardent défenseur de la préservation de la langue française et de la culture cajun et créole en Louisiane. Il a déposé une loi pour reconstituer le conseil d'administration du CODOFIL et lui donner de nouvelles missions et objectifs, dont le développement d'au moins une école d'immersion française dans chacune des 23 paroisses qui composent la région de l'Acadiana en 2016 ou avant. Il a encouragé l'adoption de programmes d'incitation pour le développement de nouvelles écoles d'immersion ou pour l'expansion d'écoles d'immersion existantes. Le Louisiana Board of Elementary and Secondary Education (en) a adopté un programme incitatif à la demande pressante de LaFleur en 2011. Le programme est devenu connu sous le nom de Renaissance Louisiane, issu d'un programme similaire utilisé dans la province canadienne du Manitoba.    
LaFleur s'oppose à l'avortement et au contrôle des armes à feu, et a été approuvé par l'Association Louisiane du Commerce et de l'Industrie lors de ses deux dernières élections[réf. nécessaire].   
En janvier 2016, le président du Sénat de Louisiane, John Alario (en), de Westwego, a nommé LaFleur président du Comité central des finances du Sénat. 